# Turing-Mechanismus
Der Turing-Mechanismus ist ein von dem britischen Mathematiker Alan Turing, einem der einflussreichsten Theoretiker der frühen Informatik, beschriebener Mechanismus, wie Reaktions-Diffusions-Systeme spontan Strukturen bilden können. Dieser Prozess steht auch noch heute im Mittelpunkt vieler chemisch-biologischer Strukturbildungstheorien, er kann zum Beispiel die Morphogenese von farbigen Mustern auf dem Fell von Tieren wie Zebra, Giraffe oder Kudu erklären.
Turing hatte sich von 1952 bis zu seinem frühen Tod im Jahre 1954 mit Problemen der Theoretischen Biologie beschäftigt. In seiner 1952 veröffentlichten Arbeit zum Thema The Chemical Basis of Morphogenesis wurde dieser heute als Turing-Mechanismus bekannte Prozess erstmals beschrieben. Spätere Arbeiten Turings, unter anderem über die Bedeutung der Fibonacci-Zahlen für die morphologische Struktur von Pflanzen, blieben unveröffentlicht. Wegen Turings früherer Mitarbeit an nachrichtendienstlichen Projekten, wie der Dechiffrierung des Enigma-Codes, wurden seine gesammelten Werke erst 1992 zur Veröffentlichung freigegeben.

## Turing-Modell für zwei Chemikalien
Ein Turing-Modell für zwei Chemikalien ist in dimensionsloser Form zum Beispiel gegeben durch das System von partiellen Differenzialgleichungen
{\displaystyle \left.{\begin{matrix}u_{t}&=&\Delta u+\gamma f(u,v)\\v_{t}&=&d\Delta v+\gamma g(u,v)\end{matrix}}\right\}{\mbox{  auf }}B\subseteq \mathbb {R} ^{n}}
mit Neumann-Randbedingungen {\displaystyle n\cdot \nabla u=n\cdot \nabla v=0{\mbox{ auf }}\partial B} und den Anfangsdaten {\displaystyle u(.,t=0)=u_{0}(.)}, {\displaystyle v(.,t=0)=v_{0}(.)}.
Der Vektor {\displaystyle n} ist der äußere Einheitsnormalvektor an
{\displaystyle \partial B}, die Konstante
{\displaystyle d} beschreibt das Verhältnis der Diffusionskoeffizienten der zwei Substanzen,
{\displaystyle u} ist die Konzentration der aktivierenden Substanz (Aktivator) und {\displaystyle v} ist die Konzentration der deaktivierenden Substanz (Deaktivator oder Inhibitor).
Die Konstante {\displaystyle \gamma } kann als Größe des Gebiets
{\displaystyle B} (eine gewisse Potenz davon, abhängig von der Dimension {\displaystyle n})
oder als relative Stärke der Reaktionsterme im Vergleich zu den Diffusionseffekten
interpretiert werden.
Die zentrale Idee der Turing-Instabilität besteht darin, ein räumlich homogenes,
linear stabiles System zu betrachten, das im inhomogenen Fall, wenn sich Diffusion beschrieben durch geeignet gewählte Diffusionskoeffizienten auswirkt (d. h.
{\displaystyle d\neq 1}), instabil ist („diffusionsgetriebene Instabilität“).
Dieses Konzept war neuartig, da Diffusion auf dem Gebiet der partiellen Differenzialgleichungen im Allgemeinen als stabilisierender Faktor aufgefasst wird.
Es basiert darauf, dass der Inhibitor schneller diffundiert als der Aktivator. Zuerst einmal entsteht dort, wo sich viel Aktivatorsubstanz befindet, auch viel Inhibitor. Dies führt allerdings nicht zum Verschwinden der Aktivatorsubstanz, da sich der Inhibitor aufgrund der schnellen Diffusion rasch verflüchtigt. Vor allem in Modellkonfigurationen auf beschränktem Gebiet mit verschwindender Neumann-Randbedingung entstehen vergleichsweise hohe Inhibitorkonzentrationen an solchen abgelegenen Punkten des Gebiets, wo sich wenig Aktivator befindet. Dort können sie nämlich die Zunahme der Aktivatorsubstanz erfolgreich unterbinden. An diesem  Punkt zeigt sich, dass Modelle auf unbeschränktem Gebiet ein qualitativ anderes Verhalten zeigen, da die Inhibitorsubstanz tendenziell nach Unendlich abdiffundiert.
Für die spezielle Wahl  {\displaystyle B=[0,L]} mit {\displaystyle L>0} bestimmen wir den Turing-Raum, d. h. die Menge an Parameterwerten, für die wir Turing-Instabilität beobachten können.

### Lineare Stabilität des homogenen Systems
Sei {\displaystyle (u_{0},v_{0})} ein stationärer Zustand, d. h. {\displaystyle f(u_{0},v_{0})=g(u_{0},v_{0})=0}, dann ist das obige System in Abwesenheit von Diffusionseffekten linear stabil an diesem stationären Zustand, wenn gilt
{\displaystyle f_{u}+g_{v}<0} und {\displaystyle f_{u}g_{v}-f_{v}g_{u}>0},
was gleichbedeutend damit ist, dass die Realteile der Eigenwerte der Jacobi-Matrix alle negativ sind,
wobei wir hier und im Folgenden die partiellen Ableitungen von  {\displaystyle f} und {\displaystyle g} am stationären Zustand auswerten.

### Instabilität räumlicher Störungen
Es sei {\displaystyle W_{k}(r)} eine Lösung des Eigenwertproblems {\displaystyle \Delta W_{k}+k^{2}W=0}, d. h. {\displaystyle W_{k}(r)\propto \cos \left({\frac {n\pi }{L}}r\right)}, wobei {\displaystyle n\in \mathbb {Z} } und {\displaystyle k:={\frac {n\pi }{L}}} ist die sog. Wellenzahl. Mit dem Ansatz
{\displaystyle w(r,t)=\sum _{k}c_{k}\exp(\lambda (k)t)W_{k}(r)\;}
zeigt sich, dass das System linear instabil ist, falls {\displaystyle \Re \lambda (k)>0} für ein {\displaystyle k\neq 0} gilt. Der Ausdruck {\displaystyle \lambda (k)} wird Dispersionsrelation genannt und nimmt nur dann positive Werte an, wenn gilt
{\displaystyle df_{u}+g_{v}>0} und {\displaystyle (df_{u}+g_{v})^{2}-4d(f_{u}g_{v}-f_{v}g_{u})>0\;.}
Aus der ersten Ungleichung ergibt sich insbesondere {\displaystyle d>1}. Abhängig von der konkreten Wahl der Parameter hat das folgende Intervall von Wellenzahlen positiven Realteil,
{\displaystyle \gamma {\frac {(df_{u}+g_{v})-{\sqrt {(df_{u}+g_{v})^{2}-4d\det(A)}}}{2d}}<k^{2}<\gamma {\frac {(df_{u}+g_{v})+{\sqrt {(df_{u}+g_{v})^{2}-4d\det(A)}}}{2d}}\;,}
wobei {\displaystyle A:={\begin{pmatrix}f_{u}&f_{v}\\g_{u}&g_{v}\end{pmatrix}}}. Man beachte, dass {\displaystyle \gamma \propto L^{2}}.
Das oben genannte Intervall heißt instabiles Intervall. Die Amplituden der diesen Wellenzahlen entsprechenden Wellenlängen nehmen im Laufe der Zeit zu, während andere Wellenlängen gedämpft werden. Diese instabilen Mode beschreiben die verstärkten Muster. Da  {\displaystyle k} nur diskrete Werte annimmt, gibt es nur eine endliche Zahl an verstärkten Wellenlängen.
Beispiele für geeignete Reaktionsterme sind
{\displaystyle f(u,v)=a-bu+{\frac {u^{2}}{v}}} und {\displaystyle g(u,v)=u^{2}-v\;} (Gierer, Meinhardt; 1972),
sowie
{\displaystyle f(u,v)=a-u-h(u,v)} und {\displaystyle g(u,v)=\alpha (b-v)-h(u,v)}, wobei {\displaystyle h(u,v):={\frac {\rho uv}{1+u+Ku^{2}}}}, (Thomas, 1975).
Die Konstanten {\displaystyle a}, {\displaystyle b}, {\displaystyle \alpha }, {\displaystyle \rho } und {\displaystyle K} sind positive Parameter, die geeignet gewählt werden müssen, damit das System die obigen Voraussetzungen erfüllt.

### Musterbildung
Unbeschränkte Gebiete {\displaystyle B} entsprechen Modellen, die für Situationen relevant sind, in denen der Embryo weit größer ist als die Größenordnung der auszubildenden Muster und daher der Rand des Gebiets nichts zur Bevorzugung bestimmter Wellenlängen beitragen kann. Die Analysis ist in diesem Fall etwas einfacher. Im Allgemeinen gibt es keine endliche Zahl verstärkter Wellenlängen, sondern eine gewisse Wellenzahl, die den größten Eigenwert aufweist und deren Muster letztlich ausgebildet wird.
Falls das Gebiet {\displaystyle B} größer wird im Laufe der Zeit, zum Beispiel dann, wenn der Embryo wächst, dann nimmt der Wert {\displaystyle \gamma } zu, und an gewissen Bifurkationspunkten werden aus verstärkten Moden gedämpfte, d. h., sie fallen aus dem instabilen Intervall, oder höhere Wellenzahlen, die bisher noch stabil waren, werden instabil. Dieser Prozess wird Moden-Selektion genannt und erklärt die komplexe Entwicklung von Mustern während der Morphogenese.